# Gymnelia salvini
Gymnelia salvini là một loài bướm đêm thuộc phân họ Arctiinae, họ Erebidae.